# Sauer 38H
Die Sauer 38H (H für Hahn, in einigen Quellen auch für Heer) war eine deutsche Kurzwaffe, die im Zweiten Weltkrieg zum Einsatz kam.

## Technik
Das Modell 38 entstammt einer Reihe von Pistolen, die die renommierte Firma Sauer & Sohn für behördliche Zwecke herstellte. Das Unternehmen brachte es als Antwort auf die überaus erfolgreiche Walther PP heraus. Die 38H verfügte über einen Spannabzug und einen innen liegenden Hahn. Damit konnte sie sehr gut verdeckt getragen werden. Das Besondere dieser Waffe war hingegen der Spann-/Entspannhebel. Beim Konkurrenzmodell PP konnte mit dem Sicherungshebel die Pistole gleichzeitig sicher entspannt werden. Die Sauer ging noch einen Schritt weiter: beim erneuten Betätigen des Hebels konnte man die Waffe wieder spannen. Bei der Walther musste dazu entweder der frei liegende Hahn oder aber der Abzug genutzt werden. Darüber hinaus bot die Sauer-Pistole noch weitere Sicherheitsmerkmale:
- eine Magazinsicherung, die das Auslösen eines Schusses nach Entfernen des Magazins verhinderte
- einen Stift nahe der Kimme als fühlbarer Ladeanzeiger, der hervortrat, sobald sich eine Patrone im Lager befand
- eine manuelle Sicherung

## Einsatz
An sich nicht als militärische Kurzwaffe gedacht und auch nur für recht schwache Munition eingerichtet, wurden anfangs mit ihr bereits ab 1. September 1937 die SA, ab 1. April 1938 Polizeiformationen ausgerüstet. Weitere Nutzer waren die Panzertruppen sowie die Luftwaffe, die mit der Waffe bereits vor Kriegsbeginn ausgestattet wurden. Ab 1941 wurde die Sauer in großen Mengen hergestellt und auch an Offiziere der Wehrmacht ausgegeben. Insgesamt wurden mehr als eine viertel Million Stück gebaut. Während die ersten Exemplare noch nach hohen Qualitätsrichtlinien gefertigt wurden, sank die Verarbeitungsgüte mit Kriegsverlauf. Zudem wurde später aus Gründen der Rationalisierung die manuelle Sicherung weggelassen.
Obschon ihrer Zeit weit voraus, wurde die Produktion der Sauer 38H nach dem Krieg nicht wieder aufgenommen. Die sogenannte Gustloff-Pistole von 1939 war ähnlich aufgebaut, ging aber nie in Serie. Eine vergleichbare Einrichtung zum Spannen findet jedoch bei der Heckler & Koch P9S Anwendung.